# Erich Sander (Fotograf)
Erich Friedrich August Sander (* 22. Dezember 1903 in Linz a. d. Donau (Österreich-Ungarn); † 23. März 1944 in Siegburg) war ein deutscher Fotograf. Er wurde 1935 wegen seiner Widerstandstätigkeit für die SAPD zu einer langjährigen Zuchthausstrafe verurteilt und dokumentierte als Gefängnisfotograf in der Haftanstalt Siegburg auf einzigartige Weise das Leben der Häftlinge während des NS-Regimes.

## Kindheit und Jugend
Erich Sander war ein Sohn des Fotografen August Sander und seiner Ehefrau Anna geb. Seitenmacher.
1909 erkrankte er an Polio und zog sich eine bleibende Lähmung am linken Fuß zu. 1910 ging die Familie Sander nach Köln, wo sich August Sander 1911 ein eigenes Atelier einrichtete. Erich besuchte erst die Volksschule in Köln-Lindenthal und wechselte 1914 zum Realgymnasium Lindenthal. Ostern 1923 legte Erich Sander sein Abitur mit durchweg guten Noten ab. Er begann ein Studium zunächst der Volkswirtschaft, später der Geschichte. Zunächst besuchte er die Universität zu Köln, dann wechselte er für insgesamt drei Semester an die Friedrich-Wilhelm-Universität zu Berlin und die Universität zu Frankfurt am Main. Er besuchte Vorlesungen und andere Veranstaltungen, unter anderem von Leopold von Wiese, Carl Grünberg, Max Horkheimer, Friedrich Meinecke, Max Scheler, Helmut Plessner und Martin Spahn. Durch seine intensive politische Tätigkeit verlor er das Studium etwas aus den Augen. Im Jahr 1931 machte er einen letzten Anlauf, um es mit der Promotion abzuschließen, die Dissertation blieb aber unvollendet.

## Politisches Engagement
Am Realgymnasium wurde Erich Sander durch seinen sozialdemokratischen Lehrer Dr. Paul Bourfeind politisch maßgeblich geprägt. Zunächst ging er mit Freidenkern auf Wanderungen durch das Kölner Umland. 1922 trat er dem KJVD bei. 1925 wechselte er nach Erreichen der Volljährigkeit vom KJVD zur KPD über. Sein Haupttätigkeitsfeld war allerdings die  Kommunistische Studentenfraktion (Kostufra), deren Vorstand er in Berlin und Köln angehörte.
Über Erich Sanders Wahrnehmung der KPD-Politik zwischen 1925 und 1928 wissen wir nicht viel, aber 1928 stand er den „Rechten“ in der Partei nahe, die ab Jahresende herausgedrängt wurden und die KPO gründeten. Im Dezember 1928 wurde er deshalb von seiner Funktion enthoben. Da er am 29./30. Dezember an der Gründungsversammlung der KPO teilgenommen hatte, wurde er am 3. Januar 1929 durch die Bezirksleitung Mittelrhein aus der KPD ausgeschlossen.
Erich Sander gehörte zu den führenden Funktionären der KPO in Köln, hielt aber den Kontakt zu anderen linken Gruppierungen in Köln, da er das Ziel verfolgte, die politische Arbeiterbewegung wieder zu einen. Im April 1932 wechselte er, um die Einheitsbewegung zu stärken, mit einer Gruppe von Anhängern aus der KPO in die Sozialistische Arbeiterpartei Deutschlands (SAPD) über. Im Oktober 1932 wurde er ihr Leiter in Köln. Er suchte Verbindung zur Schwarzen Front, des von der NSDAP 1930 abgespaltenen Kreises um Otto Straßer, um über ein gemeinsames Vorgehen zu diskutieren.

## Widerstand und Verfolgung
Nach einiger Zeit der Verfolgung konsolidierte sich die SAPD-Gruppe in Köln wieder. Es wurden Schriften aus dem benachbarten Ausland ins Rheinland geschmuggelt, die zum Teil Erich Sander von seinen Reisen ins Saargebiet oder nach Paris mitbrachte. Die Verbindung zur Schwarzen Front wurde wieder aufgenommen, um gemeinsam den Nationalsozialisten etwas entgegenzusetzen. Ende 1933 wurde Erich Sander Leiter der SAPD in Köln. In seiner elterlichen Wohnung wurden achtmal je ca. 500 Blatt Flugblätter hektografiert, deren Texte er teilweise selbst verfasst hatte. Zwischen Januar und April 1934 wurden in einem Zimmer von Haus Sülz bei Lohmar Schulungskurse für die Mitglieder abgehalten.
Seit Juli 1934 wurde die SAPD durch die Gestapo beobachtet. Im September schlugen die rheinischen und westfälischen Stapostellen dann zu. Erich Sander selbst wurde am 11. September 1934 verhaftet. Zwischen dem 28. und dem 31. Mai 1935 stand er unter der Anklage Vorbereitung zum Hochverrat mit 17 Genossen vor dem Oberlandesgericht Hamm. Erich Sander wurde als Kopf der Gruppe zu einer besonders harten Strafe von 10 Jahren Zuchthaus verurteilt. Die vergleichsweise hohen Strafen in diesem Verfahren waren auch eine Folge des von Sander inspirierten Widerrufs der Geständnisse vor Gericht und des Vorzeigens der Folternarben.

## Gefängnisfotograf in Siegburg

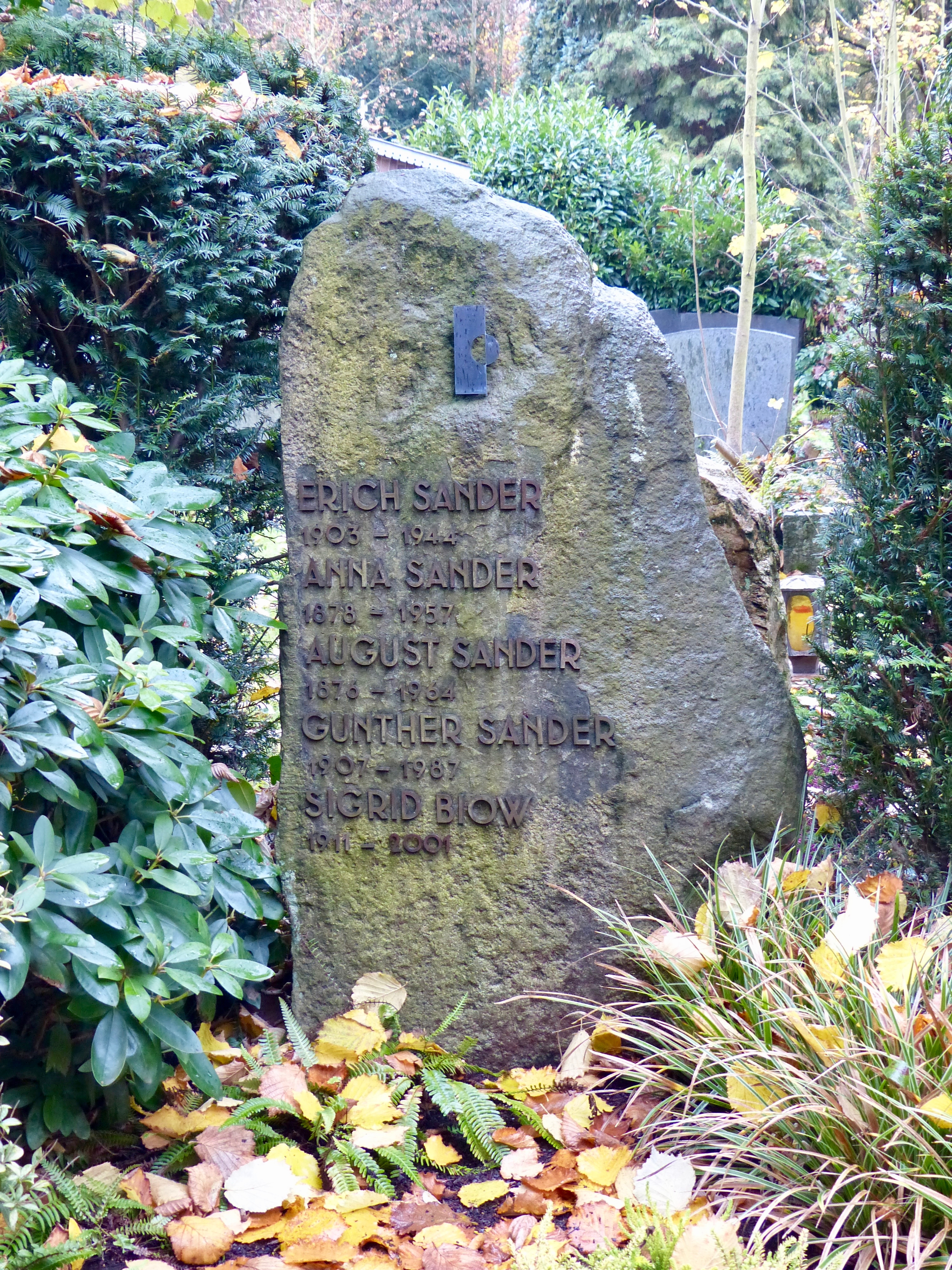
Grabmal Erich und August Sander auf dem Friedhof Melaten

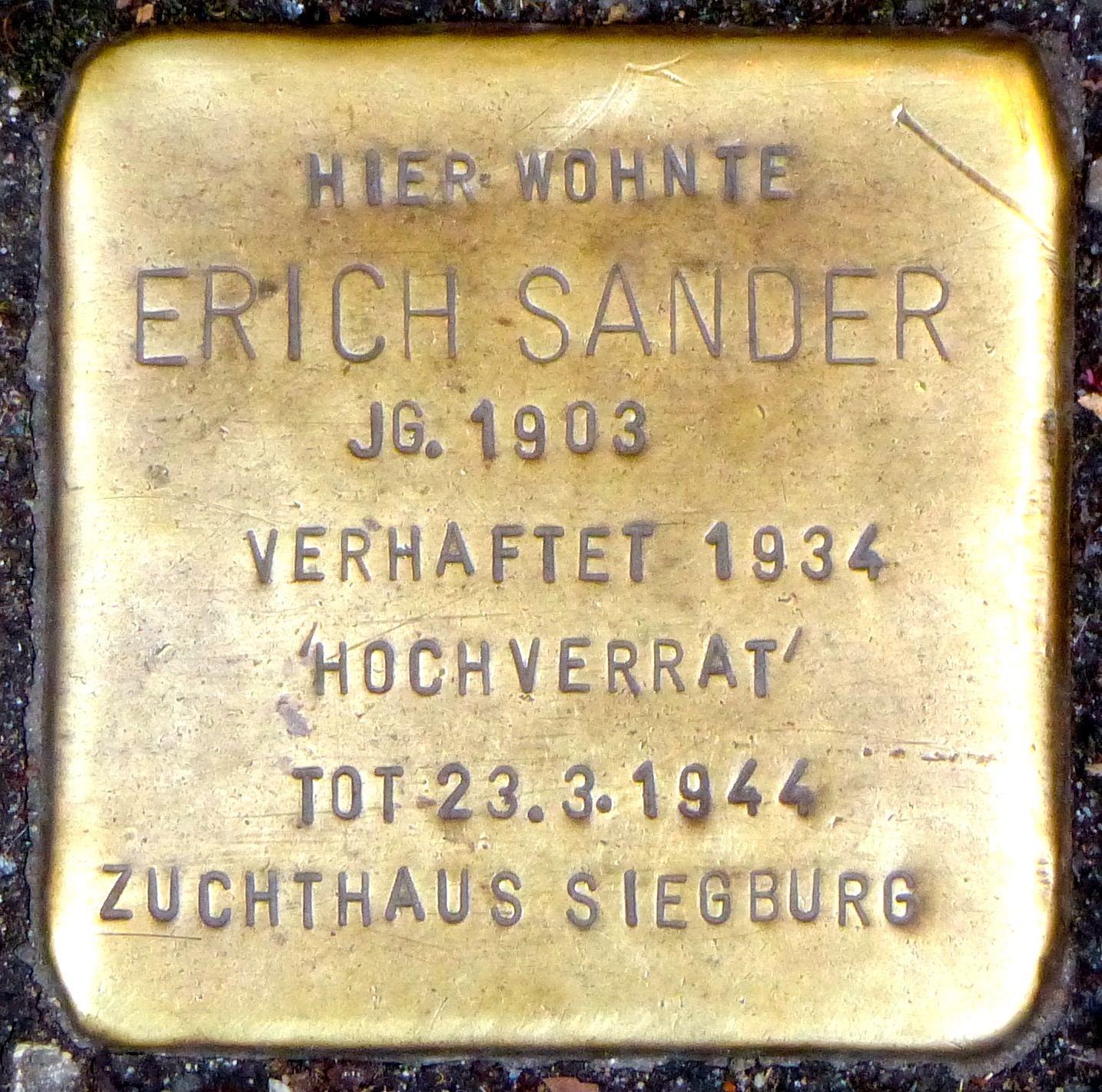
Stolperstein für Erich Sander (Dürener Straße 201)

Erich Sander verbüßte seine Strafe zunächst im Zuchthaus Rheinbach. Am 27. September 1935 wurde er in die Strafanstalt Siegburg verlegt. Da er als Zuchthäusler im Gefängnis arbeiten musste, wurde er ab Oktober als Hausknecht im Lazarett verwendet. Ab April 1936 wurde er immer wieder als Gefangenenfotograf eingesetzt. Er fertigte Fotos für die „kriminalbiologische Forschung“, die in der Strafanstalt betrieben wurde. Da die Strafanstalt sich seit Kriegsbeginn um Rüstungsaufträge bewarb, produzierte Erich Sander Aufnahmen der Gebäude, ihrer Werkstätten und sonstigen Einrichtungen.
Von zahlreichen Fotos gelang es ihm, Negative oder Abzüge herauszuschmuggeln, nachdem ab 1940 zeitweise er selbst, aber auch ihm nahestehende Häftlinge wie Wilhelm Pertz zu Arbeiten außerhalb des Gefängnisgebäudes eingesetzt wurden und die Materialien weiterbeförderten. Auf diese Weise konnte er auch unzensierte Briefe, teilweise noch in Geheimschrift, an seine Eltern schicken. Beides zusammen ergibt eine einzigartige Dokumentation der Lebensbedingungen politischer Häftlinge während des Nationalsozialismus.
Am 23. März 1944 starb Erich Sander im Siegburger Krankenhaus, in das er am 22. März eingeliefert wurde, nachdem seine starken Leibschmerzen wohl tagelang ignoriert worden waren. Er hatte nur noch ein halbes Jahr bis zu seiner Entlassung vor sich.
Am 13. März 2009 verlegte der Kölner Künstler Gunter Demnig einen Stolperstein für Erich Sander vor dessen ehemaligem Wohnhaus in der Dürener Straße 201. Das NS-Dokumentationszentrum der Stadt Köln widmet Sander unter dem Titel „August Sanders unbeugsamer Sohn. Erich Sander als Häftling und Gefängnisfotograf im Zuchthaus Siegburg 1935-1944“ eine Sonderausstellung (23. Oktober 2015 bis 31. Januar 2016).
Das Grab Erich Sanders befindet sich auf dem Kölner Friedhof Melaten (Flur 87), an der Seite seines Vaters August Sander und weiterer Familienangehöriger.